# George Hamilton IV.

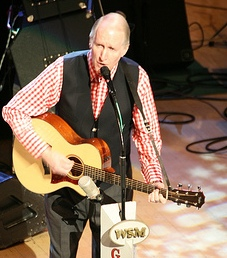
George Hamilton IV.

George Hamilton IV. (* 19. Juli 1937 in Winston-Salem, North Carolina; † 17. September 2014 in Nashville, Tennessee) war ein US-amerikanischer Country-Sänger.

## Leben

### Anfänge
Als Kind begeisterte sich George Hamilton IV. für Westernfilme, in denen singende Cowboys wie Gene Autry oder Tex Ritter auftraten. Er wurde zu einem Fan von Hank Williams, zu dessen Auftritten in der Grand Ole Opry er mehrmals anreiste. Als Schüler spielte er in einer High-School-Band. Ein Demo-Band gelangte in die Hände des Talentsuchers Orville Campbell, der ihn mit dem aufstrebenden Songwriter John D. Loudermilk zusammenbrachte.

### Karriere
Bei einem lokalen Label spielte Hamilton dessen Song A Rose And A Baby Ruth ein. Das sentimentale Stück wurde 1956 vom ABC-Label übernommen und erreichte mit mehr als einer Million verkaufter Platten eine hohe Platzierung in den Pop-Charts. Es folgten Tourneen mit den Everly Brothers, Gene Vincent und Buddy Holly und Fernsehauftritte, unter anderem in der Show von Jimmy Dean. Kurzzeitig hatte er sogar eine eigene Fernsehshow.
Es gelangen ihm noch einige weitere Erfolge in der Popszene, darunter der Top-10-Hit Why Don’t They Understand. Die Verkaufszahlen ließen aber bald spürbar nach. Hamilton, der sich selbst als Country-Sänger betrachtete, versuchte schließlich sein Pop-Image abzustreifen und zog 1959 nach Nashville. Mit Before This Day Ends erreichte er ein Jahr später Platz 4 der Country-Charts. Wenig später wurde er von Chet Atkins für RCA Victor verpflichtet. Nach weiteren Top-10-Platzierungen gelang ihm 1963 mit dem Song Abilene, der von Bob Gibson und John D. Loudermilk geschrieben wurde, ein Nummer-1-Hit.
Mitte der 1960er Jahre wandte er sich verstärkt der Folkmusik zu. Mit dem Song von Gordon Lightfoot Early Morning Rain gelang ihm 1966 ein Top-10-Erfolg, mit dem Lightfoot-Song Steel Rail Blues hatte er im gleichen Jahr Platz 15 der Country-Charts erreicht. In den nächsten Jahren spielte er zahlreiche weitere Songs des Kanadiers ein. Hamilton schloss sich mehr und mehr der kanadischen Szene an und wechselte schließlich zu RCA-Kanada. 1968 veröffentlichte er mit Canadian Pacific einen seiner bekanntesten Songs.
In diesen Jahren begann er eine lange Serie von internationalen Tourneen, die ihm schließlich den Beinamen „Internationaler Botschafter der Country-Musik“ einbrachten. George Hamilton IV. war auch einer der ersten Country-Sänger, die in Russland auftraten und auch in der Tschechoslowakei feierte er Erfolge.
Dann wurden die Hitparadenerfolge seltener. 1970 erreichte er mit She’s A Little Bit Country noch einmal Platz 3 der Country-Charts. Ab Ende der 1970er Jahre orientierte sich der religiöse Hamilton zur Gospel-Musik. Einige Male sang er auf Veranstaltungen des bekannten Predigers Billy Graham. 1988 veröffentlichte er mit seinem Sohn George Hamilton V., den er auch auf Tourneen begleitete, eine Single. Von 1993 bis 1998 wirkte er im Musical Patsy Cline - Music And Memories mit.
Hamilton IV. war seit 1958 verheiratet und blieb der Musikszene weiterhin verbunden. Im Jahr 2000 feierte er das vierzigjährige Jubiläum seines ersten Auftritts in der Grand Ole Opry.
George Hamilton IV. starb am 17. September 2014 im St. Thomas Hospital in Nashville, in das er eine Woche zuvor nach einem Herzinfarkt eingeliefert worden war.

## Diskografie

### Alben
| Jahr | Titel                                          | Höchstplatzierung, Gesamtwochen, AuszeichnungChartplatzierungen (Jahr, Titel, Platzierungen, Wochen, Auszeichnungen, Anmerkungen) | Höchstplatzierung, Gesamtwochen, AuszeichnungChartplatzierungen (Jahr, Titel, Platzierungen, Wochen, Auszeichnungen, Anmerkungen) | Höchstplatzierung, Gesamtwochen, AuszeichnungChartplatzierungen (Jahr, Titel, Platzierungen, Wochen, Auszeichnungen, Anmerkungen) | Anmerkungen                           |
| Jahr | Titel                                          | UK | US | Country | Anmerkungen                           |
| ---- | ---------------------------------------------- | --- | --- | --- | ------------------------------------- |
| 1963 | Abilene                                        | — | US77 (8 Wo.)US | Country18 (2 Wo.)Country | Charteinstieg in US-Country erst 1964 |
| 1965 | Mister Sincerity...A Tribute To Ernest Tubb    | — | — | Country19 (2 Wo.)Country |                                       |
| 1966 | Coast-Country                                  | — | — | Country21 (4 Wo.)Country |                                       |
| 1966 | Steel Rail Blues                               | — | — | Country3 (17 Wo.)Country |                                       |
| 1967 | Folk Country Classics                          | — | — | Country33 (5 Wo.)Country |                                       |
| 1967 | Folksy                                         | — | — | Country21 (10 Wo.)Country |                                       |
| 1968 | The Gentle Country Sound Of George Hamilton IV | — | — | Country25 (7 Wo.)Country |                                       |
| 1968 | In The 4th Dimension                           | — | — | Country36 (4 Wo.)Country |                                       |
| 1969 | Canadian Pacific                               | UK45 (1 Wo.)UK | — | — | Charteinstieg in UK erst 1971         |
| 1971 | North Country                                  | — | — | Country45 (2 Wo.)Country |                                       |
| 1974 | Greatest Hits                                  | — | — | Country35 (4 Wo.)Country |                                       |
| 1979 | Reflections                                    | UK25 Silber · (9 Wo.)UK | — | — |                                       |
| 1982 | Songs for a Winters Night                      | UK94 (1 Wo.)UK | — | — |                                       |

grau schraffiert: keine Chartdaten aus diesem Jahr verfügbar
Weitere Alben
- 1958 - George Hamilton IV On Campus
- 1958 - Sing Me A Sad Song
- 1961 - To You & Yours (From Me & Mine)
- 1963 - George Hamilton IV Big 15
- 1964 - Fort Worth, Dallas Or Houston
- 1970 - Back Where It’s At
- 1970 - Your Cheatin’ Heart
- 1971 - Early Morning Rain
- 1971 - West Texas Highway
- 1972 - Country Music In My Soul
- 1972 - Travellin’ Light
- 1973 - International Ambassador Of Country Music
- 1974 - Bluegrass Gospel
- 1975 - Back Home At The Opry
- 1977 - Fine Lace And Homespun Cloth
- 1977 - Feel Like A Million
- 1979 - Forever Young
- 1982 - One Day At A Time
- 1984 - Music Man’s Dream
- 1995 - Canadian Country Gold & Unmined Treasures

### Singles
| Jahr | Titel Album                                                                      | Höchstplatzierung, Gesamtwochen, AuszeichnungChartplatzierungen (Jahr, Titel, Album, Platzierungen, Wochen, Auszeichnungen, Anmerkungen) | Höchstplatzierung, Gesamtwochen, AuszeichnungChartplatzierungen (Jahr, Titel, Album, Platzierungen, Wochen, Auszeichnungen, Anmerkungen) | Höchstplatzierung, Gesamtwochen, AuszeichnungChartplatzierungen (Jahr, Titel, Album, Platzierungen, Wochen, Auszeichnungen, Anmerkungen) | Anmerkungen                                                                        |
| Jahr | Titel Album                                                                      | UK | US | Country | Anmerkungen                                                                        |
| ---- | -------------------------------------------------------------------------------- | --- | --- | --- | ---------------------------------------------------------------------------------- |
| 1956 | A Rose And A Baby Ruth                                                           | — | US6 (20 Wo.)US | — | B-Seite: If You Don’t Know Colonial CR-420 / ABC 9765                              |
| 1957 | Only One Love                                                                    | — | US33 (10 Wo.)US | — | B-Seite: If I Possessed A Printing Press ABC 9782                                  |
| 1957 | High School Romance                                                              | — | US80 (4 Wo.)US | — | B-Seite: Everybody’s Body ABC 9838                                                 |
| 1958 | Why Don’t They Understand                                                        | UK22 (9 Wo.)UK | US17 (19 Wo.)US | — | B-Seite: Even Tho’ ABC 9862                                                        |
| 1958 | Now and For Always                                                               | — | US37 (11 Wo.)US | — | B-Seite: One Heart ABC 9898                                                        |
| 1958 | I Know Where I’m Going                                                           | UK23 (4 Wo.)UK | US43 (8 Wo.)US | — | B-Seite: Who’s Taken You To The Prom ABC 9924                                      |
| 1958 | When Will I Know                                                                 | — | US65 (4 Wo.)US | — | B-Seite: Your Cheatin’ Heart ABC 9946                                              |
| 1958 | Your Cheatin’ Heart                                                              | — | US72 (4 Wo.)US | — | B-Seite von When Will I Know                                                       |
| 1958 | The Teen Commandments                                                            | — | US29 (8 Wo.)US | — | mit Paul Anka & Johnny Nash B-Seite: If You Learn To Pray (von Paul Anka) ABC 9974 |
| 1959 | Gee                                                                              | — | US73 (7 Wo.)US | — | B-Seite: I Know Your Sweetheart ABC 10028                                          |
| 1960 | Before This Day Ends                                                             | — | — | Country4 (17 Wo.)Country | B-Seite: Loneliness All Around Me ABC 10125                                        |
| 1961 | Three Steps To The Phone (Millions of Miles) To You And Yours (From Me And Mine) | — | — | Country9 (13 Wo.)Country | B-Seite: Ballad Of Widder Jones RCA Victor 7881                                    |
| 1961 | To You And Yours (From Me And Mine)                                              | — | — | Country13 (8 Wo.)Country | B-Seite: I Want A Girl RCA Victor 7934                                             |
| 1962 | China Doll Abilene                                                               | — | — | Country22 (2 Wo.)Country |                                                                                    |
| 1962 | If You Don’t Know I Ain’t Gonna Tell You                                         | — | — | Country6 (14 Wo.)Country |                                                                                    |
| 1962 | In This Very Same Room                                                           | — | — | Country21 (5 Wo.)Country |                                                                                    |
| 1963 | Abilene                                                                          | — | US15 (14 Wo.)US | Country1 (24 Wo.)Country | B-Seite: Oh So Many Years RCA Victor 8181                                          |
| 1964 | There’s More Pretty Girls Than One                                               | — | — | Country21 (8 Wo.)Country |                                                                                    |
| 1964 | Linda With The Lonely Eyes Fort Worth, Dallas Or Houston                         | — | — | Country25 (8 Wo.)Country |                                                                                    |
| 1964 | Fair And Tender Ladies Fort Worth, Dallas Or Houston                             | — | — | Country28 (6 Wo.)Country |                                                                                    |
| 1964 | Fort Worth, Dallas Or Houston                                                    | — | — | Country9 (14 Wo.)Country | B-Seite: Life’s Railway To Heaven RCA Victor 8392                                  |
| 1964 | Truck Driving Man Fort Worth, Dallas Or Houston                                  | — | — | Country11 (18 Wo.)Country | B-Seite: Little Grave RCA Victor 8462                                              |
| 1965 | Walking The Floor Over You Mister Sincerity ..... a Tribute To Ernest Tubb       | — | — | Country18 (16 Wo.)Country | B-Seite: Driftwood On The River RCA Victor 8608                                    |
| 1965 | Write Me A Picture Steel Rail Blues                                              | — | — | Country16 (12 Wo.)Country | B-Seite: Twist Of The Wrist RCA Victor 8690                                        |
| 1966 | Steel Rail Blues                                                                 | — | — | Country15 (17 Wo.)Country | B-Seite: Tobacco RCA Victor 8797                                                   |
| 1966 | Early Morning Rain Steel Rail Blues                                              | — | — | Country9 (16 Wo.)Country | B-Seite: Slightly Used RCA Victor 8924                                             |
| 1967 | Urge For Going Folksy                                                            | — | — | Country7 (21 Wo.)Country | B-Seite: Changes RCA Victor 9059                                                   |
| 1967 | Break My Mind Folksy                                                             | — | — | Country6 (17 Wo.)Country | B-Seite: Something Special To Me RCA Victor 9239                                   |
| 1968 | Little World Girl                                                                | — | — | Country18 (13 Wo.)Country |                                                                                    |
| 1968 | It’s My Time                                                                     | — | — | Country50 (8 Wo.)Country |                                                                                    |
| 1968 | Take My Hand For Awhile In The 4th Dimension                                     | — | — | Country38 (10 Wo.)Country |                                                                                    |
| 1969 | Back To Denver In The 4th Dimension                                              | — | — | Country26 (10 Wo.)Country |                                                                                    |
| 1969 | Canadian Pacific                                                                 | — | — | Country25 (13 Wo.)Country |                                                                                    |
| 1969 | Carolina In My Mind                                                              | — | — | Country29 (9 Wo.)Country |                                                                                    |
| 1970 | She’s A Little Bit Country                                                       | — | — | Country3 (16 Wo.)Country | B-Seite: My Nova Scotia Home RCA Victor 9829                                       |
| 1970 | Back Where It’s At                                                               | — | — | Country16 (12 Wo.)Country |                                                                                    |
| 1971 | Anyway Back Where It’s At                                                        | — | — | Country13 (12 Wo.)Country | B-Seite: Best I Can Do RCA Victor 9945                                             |
| 1971 | Countryfied                                                                      | — | — | Country35 (11 Wo.)Country |                                                                                    |
| 1971 | West Texas Highway                                                               | — | — | Country23 (12 Wo.)Country |                                                                                    |
| 1972 | 10 Degrees & Getting Colder West Texas Highway                                   | — | — | Country33 (10 Wo.)Country |                                                                                    |
| 1972 | Country Music In My Soul                                                         | — | — | Country63 (8 Wo.)Country |                                                                                    |
| 1972 | Travelin’ Light                                                                  | — | — | Country52 (9 Wo.)Country |                                                                                    |
| 1973 | Blue Train (Of The Heartbreak Line) International Ambassador of Country Music    | — | — | Country22 (13 Wo.)Country |                                                                                    |
| 1973 | Dirty Old Man Canada With Love                                                   | — | — | Country38 (10 Wo.)Country |                                                                                    |
| 1973 | Second Cup Of Coffee                                                             | — | — | Country50 (7 Wo.)Country |                                                                                    |
| 1974 | Claim On Me                                                                      | — | — | Country59 (9 Wo.)Country |                                                                                    |
| 1977 | I Wonder Who’s Kissing Her Now                                                   | — | — | Country81 (5 Wo.)Country |                                                                                    |
| 1977 | Everlasting (Everlasting Love) Fine Lace and Homespun Cloth                      | — | — | Country93 (2 Wo.)Country |                                                                                    |
| 1978 | Only The Best Feel Like a Million                                                | — | — | Country81 (4 Wo.)Country |                                                                                    |

## Einzelbelege
1. ↑  Erlewine, Michael u. a.: All Music Guide To Country Music. San Francisco, Cal.: Miller Fremann Books, 1997, S. 198
2. ↑  Grand Ole Opry Star George Hamilton IV Suffers Heart Attack. Rolling Stone, 16. September 2014, abgerufen am 14. November 2023 (englisch).
3. ↑  Jimmy Carter: Opry star George Hamilton IV dead at age 77. WSMV-TV, 18. September 2014, archiviert vom Original am 20. September 2014; abgerufen am 14. November 2023 (englisch).
4. 1 2  Chartquellen: UK US US vor 1958
5. ↑  Auszeichnungen für Musikverkäufe: UK

| Personendaten    | Personendaten                                     |
| ---------------- | ------------------------------------------------- |
| NAME             | Hamilton, George IV.                              |
| KURZBESCHREIBUNG | US-amerikanischer Country-Sänger                  |
| GEBURTSDATUM     | 19. Juli 1937                                     |
| GEBURTSORT       | Winston-Salem, North Carolina, Vereinigte Staaten |
| STERBEDATUM      | 17. September 2014                                |
| STERBEORT        | Nashville, Tennessee, Vereinigte Staaten          |